# Gösta Friberg
Gösta Friberg, född 26 september 1936 i Stockholm, död den 22 april 2018 i Stockholm, var en svensk författare, poet och översättare.
Friberg var 1967 en av initiativtagarna till Författarcentrum. År 1971 var han redaktör för Lyrikvännen tillsammans med Gunnar Harding; han återkom sedan 1975 som medredaktör till Rolf Aggestam. Friberg uppmärksammades för sin bok Täcknamn Shakespeare, skriven tillsammans med hustrun Helena Brodin, där han diskuterar vem som egentligen skrev Shakespeares pjäser. Han är far till Johanna Friberg.
Friberg är begravd på Katarina kyrkogård i Stockholm.

## Översättningar
- 1971 – Allen Ginsberg: Tårgas & solrosor (översatt tillsammans med Gunnar Harding) (FIB:s lyrikklubb)
- 1973 – Vi kommer att leva igen: indianska myter, dikter och visioner (FIB:s lyrikklubb)

## Priser och utmärkelser
- 1968 – Albert Bonniers stipendiefond för yngre och nyare författare
- 1971 – Svenska Dagbladets litteraturpris
- 1977 – Carl Emil Englund-priset för Växandet
- 1995 – TCO:s kulturpris
- 2001 – Stig Sjödinpriset